# می‌خواهمت (فیلم ۲۰۱۲)
می‌خواهمت (اسپانیایی: Tengo ganas de ti) فیلمی درام اسپانیایی ۲۰۱۲، با بازی ماریو کاساس و دنباله فیلم سه قدم بالاتر از بهشت است. این فیلم بر اساس رمان فدریکو موچا، ساخته شده و بین ۲۸ اکتبر تا ۳۰ دسامبر ۲۰۱۱ در بارسلونا، فیلم‌برداری شده‌است.

## داستان
هوگو بعد از پنج سال کار کردن در لندن به محل خودش برمیگردد و می‌بیند برعکس روزهای قدیم همه چیز کسل کننده شده و دیگر خبری از آن همه شور و شوق نیست، او که هنوز به فکر بابی می‌باشد چند بار جلوی خانه او می‌رود ولی جرأت رو به رو شدن با او را ندارد. در این بین با دختر عکاسی به اسم جین که در تعقیب اوست در پمپ بنزین ملاقات جالبی انجام می‌دهد و این برگهٔ جدیدی در زندگی هوگو است که برای دومین بار طعم عشق را طور دیگری تجربه کند و…

## بازیگران
- ماریو کاساس - هوگو «هاچ».
- کلارا لاگو - جین
- ماریا والورده - بابی
- مارینا سالاس - کاترینا
- آلوارو سروانتس - پولو
- دیه‌گو مارتین - اولکس
- آنتونیو بلاسْکِـس - سرپینت
- نرئا کاماچو - دنیلا
- کارمه الیاس - مادر هاچ
- کریستینا پلااساس - رافائلا
- ژردی بوش - کلودیو
- لوچو فرناندز - چینو
- جوآن کراساس - پدر هاچ
- فرن ویلاجاوسانا - لوک

## باجه بلیط فروشی
۲۲ ژوئن ۲۰۱۲ این فیلم در سینماها اکران شد.
در روز افتتاحیه خود، ۱٬۶۲۸٬۰۰۰ یورو، یعنی ۷۲٪ از درآمد آن روز را به‌دست آورد و بهترین نمایش برتر سال شد. در پایان نخستین هفته با ۳٬۱۹۷٬۴۴۶ یورو و ۴۸۷٫۵۱۵ تماشاگر در مقابل گیشه اسپانیا ایستاد.